# Robinsonella macvaughii
Robinsonella macvaughii är en malvaväxtart som beskrevs av Paul Arnold Fryxell. Robinsonella macvaughii ingår i släktet Robinsonella och familjen malvaväxter. Inga underarter finns listade i Catalogue of Life.